# Kostel Dobrého pastýře (Podhradí)
Evangelický kostel Dobrého pastýře je jediným kostelem v obci Podhradí, v okrese Cheb. Jedná se o barokní stavbu, která vznikla dostavbou, a následnou přestavbou původního menšího kostela.

## Popis stavby

### Exteriér
Kostel je svým stylem podobný dalším stavbám na Ašsku, a to již neexistujícímu kostelu Svaté Trojice v Aši a evangelickému kostelu v Hranicích. Jeho loď je obdélníková s vysokou střechou, po obou stranách vystupují malé kaple. Věž kostela je v základech čtvercová, v patře poté osmiboká. Zdobí jí cibulovitá kupole.

### Interiéry
Interiéry jsou dřevěné. Na jejich výrobu nebylo použito žádných hřebů, nýbrž kolíků. Interiéry jsou zdobeny malbou andělů od Rodiuse von Föslau z roku 1711. Oltář a chórové lavice od Jindřicha Šimona Zietlera z Doubravy pochází z roku 1710. Zajímavostí je obraz zámku v edikule. Předpokládá se, že se jedná o nejstarší vyobrazení dnes již zaniklého zámku v Kopaninách.

## Historie
Původně na stejném místě, v sousedství hradu Neuberg a později zámku, stával kostel z let 1470–1490, vybudovaný Zedtwitzi. V druhé polovině 17. století si tato šlechta, která ovládala Ašsko přibližně od roku 1400 až do roku 1945 nechala tento kostel přestavět, protože svými rozměry již nevyhovoval úrovni zedtwitzského Podhradského panství, a ani jeho kapacita již nebyla dostačující. Věž kostela je původní, loď však byla přestavěna v barokním stylu. Původním plánem bylo kostelní loď zcela zbourat a ke staré věži postavit loď novou, větší. To se však setkalo s absolutním odporem u památkářů i obyvatel obce, protože by tak muselo být zničeno velmi cenné dřevěné vybavení kostela.[kdy?]
Kostel je v celkem dobrém stavu, omítky jsou však již oprýskané. V dnešní době je však uzavřen. Bohoslužby se zde konají jen příležitostně, většinou se jedná o česko-německé akce, jako například během Podhradského posvícení.